# Virgínia Moura
Virgínia Faria de Moura GOL (Guimarães, São Martinho do Conde, 19 de julho de 1915 — Porto, 19 de abril de 1998) foi a primeira engenheira civil que se formou em Portugal que se tornou conhecida por ser uma ativista política resistente ao Estado Novo.

## Biografia
Virgínia Moura nasceu a 19 de julho de 1915, em São Martinho do Conde, Guimarães, distrito de Braga.

### Juventude
A condição de filha de mãe solteira foi um estigma que lhe condicionou a vida, mas que a ajudou a forjar precocemente o seu carácter revolucionário.
Apenas com 15 anos participou, na Póvoa de Varzim, numa greve estudantil em protesto contra o assassinato de um jovem estudante chamado Branco, cometido pela Polícia. Três anos depois já estava ligada ao Partido Comunista Português, quando integrou uma organização de apoio aos presos políticos portugueses e espanhóis, denominada Socorro Vermelho.
Foi no Socorro Vermelho que conheceu o então estudante de arquitetura António Lobão Vital. Seria o companheiro de toda a vida, 42 anos até à morte. Apesar de ambos desejarem filhos acabaram por o não ter.
Virgínia Moura licenciou-se na Faculdade de Engenharia da Universidade do Porto tornando-se na primeira mulher portuguesa a obter o título de engenheira civil. Ser-lhe-ia negado o acesso à Função Pública, pois a ficha policial já então a assinalava como séria opositora da ditadura fascista. Cursou ainda Matemáticas e frequentou a Faculdade de Letras de Coimbra.

### Oposição ao Estado Novo
Antes do 25 de Abril de 1974 participou ativamente em movimentos pró-democráticos. Destacou-se a sua participação e empenhamento no comício de apoio à candidatura de Norton de Matos à presidência da República, na Fonte da Moura, Porto, em 1949; foi julgada por "traição à Pátria", em 1951, por assinar uma declaração que exigia a Salazar negociações com o governo indiano relativamente a Goa, Damão e Diu; esteve ligada à candidatura de Humberto Delgado, às movimentações populares estudantis de 1962 e aos congressos da oposição democrática de Aveiro (1969 e 1973); foi presa dezasseis vezes pela PIDE (a primeira das quais em 1949), nove vezes processada, três vezes condenada e foi repetidamente agredida pela polícia em atos públicos. No decurso do seu ativismo político e cívico integrou, também, o Movimento da Unidade Antifascista, o Movimento de Unidade Democrática Juvenil, o Conselho Nacional das Mulheres Portuguesas e o Movimento Nacional Democrático.
Desenvolveu uma intensa atividade cultural no Porto nos anos quarenta e cinquenta, tendo colaborado (sob o pseudónimo de "Maria Selma") em vários jornais e revistas, promovido a edição da revista Sol Nascente e diversas conferências com a participação de Teixeira de Pascoais, Maria Isabel Aboim Inglês e Maria Lamas.
Ainda na clandestinidade, foi membro do Comité Central do Partido Comunista Português.

### Após o 25 de Abril
Depois do 25 de Abril e nas novas condições de liberdade, Virgínia Moura continuou a luta em defesa e consolidação do regime democrático. Veio então o reconhecimento público da sua ação cívica, tendo sido distinguida com o grau de Grande-Oficial da Ordem da Liberdade e com a Medalha de Honra da Câmara Municipal do Porto. Virgínia Moura morreu a 19 de abril de 1998, no Porto.

## Obras publicadas
- Moura, Virgínia (1996). Mulher de Abril: álbum de memórias. Col: Colecção "Resistência". [S.l.]: Editorial Avante!